# ماریو مونتوئوری
ماریو مونتوئوری (ایتالیایی: Mario Montuori؛ ‏ ۱ مه ۱۹۲۰ – ۱۲ اوت ۱۹۹۷) فیلم‌بردار اهل ایتالیا بود.
از فیلم‌های او می‌توان به زیباترین روزها، عشق است که مرا پیش می‌برد، رؤیای زورو، شنل، دوهمسری، راه بزرگ آبی، فیلیپه دربلی، یک دم رسوایی، پشت درهای بسته، سدوم و گمورا، مرد، زن و پول و چارلستون اشاره کرد.